# Kristdemokraternas partistyrelse
Kristdemokraternas partistyrelse är Kristdemokraterna tredje högsta beslutande organ (efter riksting och partifullmäktige) och fungerar som partiets styrelse.

## Lista över Kristdemokraternas partistyrelse

### 2001–2003
Presidium
- Alf Svensson, partiordförande
- Inger Davidson, 1:e vice partiordförande
- Anders Andersson, 2:e vice partiordförande

Ledamöter
- Peter Althin
- Stefan Attefall
- Lennart Sacrédeus

### 2003–2005
Presidium
- Göran Hägglund, partiordförande
- Maria Larsson, 1:e vice partiordförande
- Mats Odell, 2:e vice partiordförande

Ledamöter
- Peter Althin
- Stefan Attefall

### 2005–2007
Presidium
- Göran Hägglund, partiordförande
- Maria Larsson, 1:e vice partiordförande
- Mats Odell, 2:e vice partiordförande

Ledamöter
- Peter Althin
- Stefan Attefall

### 2007–2009
Presidium
- Göran Hägglund, partiordförande
- Maria Larsson, 1:e vice partiordförande
- Mats Odell, 2:e vice partiordförande

Ledamöter
- Peter Althin
- Stefan Attefall

### 2009–2011
Presidium
- Göran Hägglund, partiordförande
- Maria Larsson, 1:e vice partiordförande
- Mats Odell, 2:e vice partiordförande

Ledamöter
- Peter Althin
- Stefan Attefall

### 2011–2013
Presidium
- Göran Hägglund, partiordförande
- Maria Larsson, 1:e vice partiordförande
- Mats Odell, 2:e vice partiordförande

Ledamöter
- Stefan Attefall

### 2013–2015
Presidium
- Göran Hägglund, partiordförande
- Maria Larsson, 1:e vice partiordförande
- David Lega, 2:e vice partiordförande

Ledamöter
- Stefan Attefall

### 2015–2017 (förslag)
Presidium
- Göran Hägglund, ordförande
- Maria Larsson, 1:e vice ordförande
- David Lega, 2:e vice ordförande
- Acko Ankarberg Johansson, partisekreterare

Ledamöter

- Ewa Sundkvist
- Bengt Germundsson
- Jan Erik Ågren
- Robert Halef
- Sofia Modigh
- Sara Skyttedal, ordförande för KDU
- Andreas Carlson
- Monica Selin
- Stefan Attefall
- Anders Sellström
- Ewa Samuelsson
- Marie-Louise Forslund Mustaniemi
- Emma Henriksson
- Peter Kullgren
- Ebba Busch Thor

Ersättare

- Christian Carlsson
- Madelenie Blom
- Lars Thunberg
- Michael Anefur
- Soledad Henriquez Pacheco
- Caroline Szyber
- Sakarias Winberg
- Thorbjörn Larsson
- Jonny Kärkkäinen
- Per Landgren
- Sture Eriksson

### 2017–2019
Presidium
- Ebba Busch, partiordförande
- Jakob Forssmed, 1:e vice partiordförande
- Lars Adaktusson, 2:e vice partiordförande

### 2019–2021
Presidium
- Ebba Busch, partiordförande
- Jakob Forssmed, 1:e vice partiordförande
- Bengt Germundsson, 2:e vice partiordförande

### 2021–2023
Presidium
- Ebba Busch, partiordförande
- Jakob Forssmed, 1:e vice partiordförande
- Bengt Germundsson, 2:e vice partiordförande

Ledamöter

- Lili André, riksdagsledamot
- Gudrun Brunegård, riksdagsledamot
- Andreas Carlson, infrastruktur- och bostadsminister
- Hans Eklind, riksdagsledamot
- Torsten Elofsson, riksdagsledamot
- Sarah Kullgren, KDK:s förbundsordförande
- Elisabet Lann, kommunalråd i Göteborg
- David Lega, Europaparlamentariker
- Lars O Molin, KD Seniors förbundsordförande
- Mikael Oscarsson, riksdagsledamot
- Désirée Pethrus, regionråd i Region Stockholm
- Anders Sellström, fd riksdagsledamot
- Sara Skyttedal, Europaparlamentariker
- Erik Slottner, civilminister
- Nike Örbrink, KDU:s förbundsordförande

Ersättare

- Yusuf Aydin, riksdagsledamot
- Soheila Fors, ledamot av kommunfullmäktige i Karlskoga
- Ella Kardemark, kommunalråd i Halmstad
- Per Landgren, fd riksdagsledamot
- Birgitta Sacrédeus, regionråd i Region Dalarna
- Stefan Sarmes, KDU:s vice förbundsordförande
- Birgitta Södertun, KD Seniors vice förbundsordförande
- Eva Wallin, fd riksdagsledamot
- Patrik Åkesson, ledamot av regionfullmäktige i Kronoberg

### 2023–2025
Presidium
- Ebba Busch, partiordförande
- Jakob Forssmed, 1:e vice partiordförande
- Bengt Germundsson, 2:e vice partiordförande

Ledamöter

- Camilla Brodin
- Ella Kardemark
- Nike Örbrink
- Roland Sjögren
- Andreas Sturesson
- Erik Nilsson
- Andreas Carlson
- Hans Eklind
- Torsten Elofsson
- Elisabet Lann
- Mikael Oscarsson
- Désirée Pethrus
- Sara Skyttedal
- Erik Slottner

Ersättare

- Birgitta Sacrédeus
- Yusuf Aydin
- Annicki Oscarsson
- Patrik Åkesson
- Lars-Erik Olofsson
- Kjell Lejon
- Jan Utbult